# Gran Premio di Spagna 2012
Il Gran Premio di Spagna 2012 è stata la quinta prova della stagione 2012 del campionato mondiale di Formula 1. Si è disputata domenica 13 maggio 2012 sul circuito di Catalogna. La gara è stata vinta dal venezuelano Pastor Maldonado su Williams-Renault. Maldonado ha preceduto sul traguardo lo spagnolo Fernando Alonso su Ferrari ed il finlandese Kimi Räikkönen su Lotus-Renault.

## Vigilia

### Sviluppi futuri
Bernie Ecclestone conferma il ritorno del Gran Premio di Francia nel calendario del mondiale dalla stagione 2013. Il Gran Premio, che manca dalla stagione 2008, si alternerà con il Gran Premio del Belgio. Ecclestone conferma, sempre dal 2013, anche l'alternanza fra i due tracciati spagnoli che fino al 2012 ospitano, nello stesso anno, due gare del mondiale di Formula 1. Nel 2013 Montmeló sarà sede dell'unico Gran Premio in terra spagnola dell'anno, seguito dal circuito urbano di Valencia nel 2014.

### Aspetti tecnici
La Pirelli, fornitore unico degli pneumatici, annuncia per questo gran premio coperture di tipo duro e morbido. Le gomme fornite dalla Pirelli vennero contestate da Michael Schumacher dopo il Gran Premio del Bahrain, in quanto troppo soggette al degrado, ciò limitando la possibilità per il pilota di sfruttarle appieno. Le critiche del pilota della Mercedes vengono però definite esagerate da Sebastian Vettel.
La zona per l'utilizzo del DRS in gara è posta sul rettilineo principale. Con i suoi 830 metri è la più lunga del mondiale.
La McLaren fa debuttare sulla sua vettura una versione alta del musetto. La scuderia inglese, dopo gli errori commessi nei pit stop negli ultimi gran premi decide di sostituire alcuni dei meccanici preposti all'operazione.
La Shell, fornitrice del carburante alla Ferrari, introduce una nuova versione della benzina V-Power.

### Aspetti sportivi
Il pilota statunitense Alexander Rossi prende il posto di Heikki Kovalainen alla Caterham nelle prime prove libere del venerdì, lo spagnolo Dani Clos quello di Narain Karthikeyan alla HRT, Jules Bianchi quello di Paul di Resta alla Force India e Valtteri Bottas quello di Bruno Senna alla Williams. Rossi è il primo pilota statunitense a prendere parte a un weekend del mondiale dal 2007 quando Scott Speed prese parte al Gran Premio d'Europa. Anche per Clos è l'esordio durante un weekend del mondiale.
Il pilota danese Tom Kristensen è nominato commissario aggiunto da parte della FIA.

## Prove

### Resoconto
Fernando Alonso conquista il miglior tempo nelle prime prove libere del venerdì, pur girando solo nella mezz'ora finale. Dietro al pilota della Ferrari si classificano Sebastian Vettel e Kamui Kobayashi. Sull'altra Sauber di Sergio Pérez si verifica un principio d'incendio, senza conseguenza per il pilota messicano.
Nella seconda sessione il miglior tempo è di Jenson Button su McLaren-Mercedes, che precede Vettel e Nico Rosberg. Dopo che nella prima sessione, in cui i piloti avevano utilizzato gomme dure, Alonso aveva ottenuto il miglior tempo, con l'uso delle gomme morbide, mentre Massa era undicesimo. Bruno Senna della Williams-Renault è stato autore di un testacoda mentre Mark Webber e Heikki Kovalainen hanno compiuto delle escursioni dalla pista. Il pilota della HRT-Cosworth Narain Karthikeyan non ha fatto segnare tempi validi per dei problemi elettrici che lo hanno tenuto ai box per quasi l'intera sessione.
Nella sessione del sabato Sebastian Vettel ottiene il miglior tempo, davanti a Pastor Maldonado e a Kamui Kobayashi. Il francese Romain Grosjean a causa di problemi elettrici non ha potuto ottenere nemmeno un crono, rimanendo per quasi tutta la durata delle libere ai box.

### Risultati
Nella prima sessione del venerdì si è avuta questa situazione:
| Pos | Nº | Pilota           | Costruttore             | Tempo    | Gap    | Giri |
| --- | -- | ---------------- | ----------------------- | -------- | ------ | ---- |
| 1   | 5  | Fernando Alonso  | Ferrari                 | 1'24"430 |        | 20   |
| 2   | 1  | Sebastian Vettel | Red Bull Racing-Renault | 1'24"808 | +0"378 | 18   |
| 3   | 14 | Kamui Kobayashi  | Sauber-Ferrari          | 1'24"912 | +0"482 | 28   |

Nella seconda sessione del venerdì si è avuta questa situazione:
| Pos | Nº | Pilota           | Costruttore             | Tempo    | Gap    | Giri |
| --- | -- | ---------------- | ----------------------- | -------- | ------ | ---- |
| 1   | 3  | Jenson Button    | McLaren-Mercedes        | 1'23"399 |        | 38   |
| 2   | 1  | Sebastian Vettel | Red Bull Racing-Renault | 1'23"563 | +0"164 | 38   |
| 3   | 8  | Nico Rosberg     | Mercedes                | 1'23"771 | +0"372 | 41   |

Nella sessione del sabato mattina si è avuta questa situazione:
| Pos | Nº | Pilota           | Costruttore             | Tempo    | Gap    | Giri |
| --- | -- | ---------------- | ----------------------- | -------- | ------ | ---- |
| 1   | 1  | Sebastian Vettel | Red Bull Racing-Renault | 1'23"168 |        | 13   |
| 2   | 18 | Pastor Maldonado | Williams-Renault        | 1'23"336 | +0"169 | 19   |
| 3   | 14 | Kamui Kobayashi  | Sauber-Ferrari          | 1'23"350 | +0"182 | 19   |

## Qualifiche

### Resoconto
Nella prima manche il miglior tempo viene fatto segnare da Lewis Hamilton, che precede Romain Grosjean e Fernando Alonso. Viene eliminato, oltre ai piloti della HRT, della Marussia e della Caterham, anche Bruno Senna che, durante l'ultimo tentativo, esce di pista fermandosi nella ghiaia.
Nella Q2 il più veloce risulta Pastor Maldonado, seguito da Hamilton e Grosjean, mentre vengono eliminati Jenson Button, Mark Webber, i due piloti della Force India Paul di Resta e Nico Hülkenberg, i due piloti della Toro Rosso Jean-Éric Vergne e Daniel Ricciardo e il ferrarista Felipe Massa. Al termine di questa sessione, la vettura di Kamui Kobayashi subisce un guasto tecnico che gli impedisce di prendere parte all'ultima manche.
Nella fase successiva Hamilton conquista la pole position davanti a Maldonado e Alonso. Solamente sette piloti effettuano almeno un giro cronometrato, mentre Sebastian Vettel e Michael Schumacher rinunciano ad avere un tempo valido.
Al termine delle qualifiche, Hamilton ferma la sua vettura sul tracciato per evitare di rimanere senza benzina ai controlli della federazione. Chiamato a spiegare l'accaduto davanti ai commissari, il direttore tecnico Sam Michael afferma che la vettura è stata fermata per cause di forza maggiore. La causa, dovuta a un errore umano nel conteggio del carburante effettuato nei box negli istanti precedenti all'ultimo giro del pilota inglese, non viene valutata come forza maggiore e Hamilton viene escluso dai risultati delle qualifiche, perdendo la pole, a causa della violazione dell'articolo 6.6.2 del regolamento sportivo. Hamilton viene retrocesso in ultima posizione e così la pole passa a Maldonado (prima ed unica in carriera). La Williams torna in pole dopo due anni; l'ultima partenza in prima posizione è stata conquistata da Nico Hülkenberg nel Gran Premio del Brasile 2010. Inoltre, è la prima partenza al palo per una Williams-Renault dal Gran Premio d'Europa 1997, ottenuta all'epoca da Jacques Villeneuve. È la prima volta che un pilota venezuelano parte dalla pole position.

### Risultati
Nella sessione di qualifica si è avuta questa situazione:
| Pos                         | Nº | Pilota             | Costruttore             | Q1       | Q2       | Q3          | Griglia |
| --------------------------- | -- | ------------------ | ----------------------- | -------- | -------- | ----------- | ------- |
| 1                           | 18 | Pastor Maldonado   | Williams-Renault        | 1'23"380 | 1'22"105 | 1'22"285    | 1       |
| 2                           | 5  | Fernando Alonso    | Ferrari                 | 1'23"276 | 1'22"862 | 1'22"302    | 2       |
| 3                           | 10 | Romain Grosjean    | Lotus-Renault           | 1'23"248 | 1'22"667 | 1'22"424    | 3       |
| 4                           | 9  | Kimi Räikkönen     | Lotus-Renault           | 1'23"406 | 1'22"856 | 1'22"487    | 4       |
| 5                           | 15 | Sergio Pérez       | Sauber-Ferrari          | 1'24"261 | 1'22"773 | 1'22"533    | 5       |
| 6                           | 8  | Nico Rosberg       | Mercedes                | 1'23"370 | 1'22"882 | 1'23"005    | 6       |
| 7                           | 1  | Sebastian Vettel   | Red Bull Racing-Renault | 1'23"850 | 1'22"884 | senza tempo | 7       |
| 8                           | 7  | Michael Schumacher | Mercedes                | 1'23"757 | 1'22"904 | senza tempo | 8       |
| 9                           | 14 | Kamui Kobayashi    | Sauber-Ferrari          | 1'23"386 | 1'22"897 | senza tempo | 9       |
| 10                          | 3  | Jenson Button      | McLaren-Mercedes        | 1'23"510 | 1'22"944 | N.D.        | 10      |
| 11                          | 2  | Mark Webber        | Red Bull Racing-Renault | 1'23"592 | 1'22"977 | N.D.        | 11      |
| 12                          | 11 | Paul di Resta      | Force India-Mercedes    | 1'23"852 | 1'23"125 | N.D.        | 12      |
| 13                          | 12 | Nico Hülkenberg    | Force India-Mercedes    | 1'23"720 | 1'23"177 | N.D.        | 13      |
| 14                          | 17 | Jean-Éric Vergne   | STR-Ferrari             | 1'24"362 | 1'23"265 | N.D.        | 14      |
| 15                          | 16 | Daniel Ricciardo   | STR-Ferrari             | 1'23"906 | 1'23"442 | N.D.        | 15      |
| 16                          | 6  | Felipe Massa       | Ferrari                 | 1'23"886 | 1'23"444 | N.D.        | 16      |
| 17                          | 19 | Bruno Senna        | Williams-Renault        | 1'24"981 | N.D.     | N.D.        | 17      |
| 18                          | 21 | Vitalij Petrov     | Caterham-Renault        | 1'25"277 | N.D.     | N.D.        | 18      |
| 19                          | 20 | Heikki Kovalainen  | Caterham-Renault        | 1'25"507 | N.D.     | N.D.        | 19      |
| 20                          | 25 | Charles Pic        | Marussia-Cosworth       | 1'26"582 | N.D.     | N.D.        | 20      |
| 21                          | 24 | Timo Glock         | Marussia-Cosworth       | 1'27"032 | N.D.     | N.D.        | 21      |
| 22                          | 22 | Pedro de la Rosa   | HRT-Cosworth            | 1'27"555 | N.D.     | N.D.        | 22      |
| Tempo limite 107%: 1'28"363 |    |                    |                         |          |          |             |         |
| 23                          | 23 | Narain Karthikeyan | HRT-Cosworth            | 1'31"122 | N.D.     | N.D.        | 23      |
| SQ                          | 4  | Lewis Hamilton     | McLaren-Mercedes        | 1'22"583 | 1'22"465 | 1'21"707    | 24      |

Con i tempi in grassetto sono visualizzate le migliori prestazioni in Q1, Q2 e Q3.

## Gara

### Resoconto
Tutti i piloti optano alla partenza per gomme soft. Fernando Alonso prende la testa della corsa, davanti a Pastor Maldonado, Kimi Räikkönen, Nico Rosberg, Romain Grosjean, Michael Schumacher, Sebastian Vettel e Jenson Button. Sergio Pérez fora una gomma in un contatto con Grosjean ed è costretto ad una sosta ai box. I primi tre allungano subito
sul resto del gruppo. Bloccate nel traffico, le RedBull provano ad anticipare i pit stop. Il primo a fermarsi per il cambio gomme è Mark Webber al sesto giro, seguito da Vettel un giro dopo. Nei giri seguenti tutti vanno al pit stop; la maggior parte dei piloti monta gomme hard, tranne le Mercedes e le Lotus.
Al giro 13 in un tentativo di sorpasso, Michael Schumacher tampona Bruno Senna: entrambi sono costretti al ritiro. Dopo la prima tornata di cambi gomme è in testa sempre Alonso, davanti a Maldonado, Räikkönen, Hamilton (che non ha ancora effettuato il cambio gomme), Rosberg, Grosjean, Vettel, Button e Kobayashi. Hamilton va al pit stop al giro 14. Un giro dopo Romain Grosjean passa Rosberg per la quarta piazza. Webber sconta delle difficoltà alle gomme e perde diverse posizioni nelle retrovie, tanto che al nuovo pit stop, oltre a cambiare gli pneumatici, sulla sua Red Bull, viene montato anche un nuovo musetto.
Maldonado anticipa il cambio gomme al giro 24, facendo segnare il giro più veloce fino a quel momento nella tornata successiva: grazie a questa prestazione e ad un doppiaggio problematico di Charles Pic da parte di Alonso, dopo il cambio gomme del pilota della Ferrari al ventiseiesimo giro il venezuelano passa in testa con un vantaggio di alcuni secondi sul rivale. Nel frattempo sia Vettel che Massa sono penalizzati con un drive through per non aver rispettato le bandiere gialle. Dopo che i due hanno effettuato il passaggio nella corsia dei box, la classifica, al giro 31, vede sempre al comando Maldonado, seguito da Alonso, Räikkönen, Grosjean, Hamilton (che non ha ancora effettuato la seconda sosta), Rosberg, Button e Kobayashi.
Al trentatreesimo giro Kobayashi passa Button, e al giro seguente, Hamilton cambia gli pneumatici per la seconda volta. Button viene passato anche da Sebastian Vettel al giro 38. Un giro dopo l'inglese effettua il suo terzo stop. Tra il quarantaduesimo e il quarantacinquesimo giro terza sosta per i battistrada: Maldonado, pur dopo un pit stop non perfetto, mantiene la testa della gara. Anche Vettel decide di cambiare il musetto sulla sua monoposto; dietro ai primi tre, vi sono ancora Grosjean, Rosberg, Kobayashi, Hamilton, Button e Vettel.
La corsa per la vittoria sembra ristretta ai primi due; Alonso mette pressione al venezuelano per una decina di giri, utilizzando costantemente il DRS ma senza riuscire ad effettuare il sorpasso, prima di perdere leggermente terreno per un calo gomme. Le due Lotus, con l’ultimo set di gomme, iniziano a girare su tempi stratosferici, divorano i secondi che le separano dai battistrada, facendo pensare che con una diversa strategia avrebbero potuto ottenere di più; Räikkönen, staccato di venti secondi dopo l'ultimo Stop, raggiunge Alonso nell’ultimo giro senza riuscire a portare un attacco.
Al giro 59 Vettel passa nuovamente Jenson Button, un giro dopo Kobayashi conquista una posizione su Nico Rosberg. Vettel prosegue la sua rimonta passando Lewis Hamilton, che non effettua la terza sosta, ma va in crisi con gli pneumatici, e poi lo stesso Rosberg. Maldonado vince per la prima ed unica volta in Formula 1, centoquattresimo pilota capace dell'impresa. Questa è la prima vittoria per la Williams dal Gran Premio del Brasile 2004, ottenuta all'epoca da Juan Pablo Montoya. Inoltre, si tratta di un ritorno al successo per una Williams-Renault, un fatto che non accadeva dal Gran Premio del Lussemburgo 1997 con Jacques Villeneuve. La scuderia britannica coglie anche il suo primo podio dal secondo posto di Nico Rosberg nel Gran Premio di Singapore 2008.
Maldonado è il primo venezuelano a vincere un gran premio di Formula 1; il Venezuela diventa la ventunesima nazione che vince nel mondiale di Formula 1. Sul podio giungono Fernando Alonso e Kimi Räikkönen. Nelle prime cinque gare del mondiale, hanno vinto cinque piloti differenti con vetture di cinque costruttori differenti. Il giro veloce è di Romain Grosjean, primo per lui in carriera nel mondiale e primo francese a farlo dopo Jean Alesi nel Gran Premio di Monaco 1996. Poco dopo il termine della gara si verifica un grosso incendio presso i box della Williams, dovuti all'operazione di svuotamento del carburante: fortunatamente non si registrarono feriti gravi.

### Risultati
I risultati del gran premio sono i seguenti:
| Pos | Nº | Pilota             | Costruttore             | Giri | Tempo/Ritiro                | Griglia | Punti |
| --- | -- | ------------------ | ----------------------- | ---- | --------------------------- | ------- | ----- |
| 1   | 18 | Pastor Maldonado   | Williams-Renault        | 66   | 1h39'09"145                 | 1       | 25    |
| 2   | 5  | Fernando Alonso    | Ferrari                 | 66   | +3"195                      | 2       | 18    |
| 3   | 9  | Kimi Räikkönen     | Lotus-Renault           | 66   | +3"884                      | 4       | 15    |
| 4   | 10 | Romain Grosjean    | Lotus-Renault           | 66   | +14"799                     | 3       | 12    |
| 5   | 14 | Kamui Kobayashi    | Sauber-Ferrari          | 66   | +1'04"641                   | 9       | 10    |
| 6   | 1  | Sebastian Vettel   | Red Bull Racing-Renault | 66   | +1'07"576                   | 7       | 8     |
| 7   | 8  | Nico Rosberg       | Mercedes                | 66   | +1'17"919                   | 6       | 6     |
| 8   | 4  | Lewis Hamilton     | McLaren-Mercedes        | 66   | +1'18"140                   | 24      | 4     |
| 9   | 3  | Jenson Button      | McLaren-Mercedes        | 66   | +1'25"246                   | 10      | 2     |
| 10  | 12 | Nico Hülkenberg    | Force India-Mercedes    | 65   | +1 giro                     | 13      | 1     |
| 11  | 2  | Mark Webber        | Red Bull Racing-Renault | 65   | +1 giro                     | 11      |       |
| 12  | 17 | Jean-Éric Vergne   | STR-Ferrari             | 65   | +1 giro                     | 14      |       |
| 13  | 16 | Daniel Ricciardo   | STR-Ferrari             | 65   | +1 giro                     | 15      |       |
| 14  | 11 | Paul di Resta      | Force India-Mercedes    | 65   | +1 giro                     | 12      |       |
| 15  | 6  | Felipe Massa       | Ferrari                 | 65   | +1 giro                     | 16      |       |
| 16  | 20 | Heikki Kovalainen  | Caterham-Renault        | 65   | +1 giro                     | 19      |       |
| 17  | 21 | Vitalij Petrov     | Caterham-Renault        | 65   | +1 giro                     | 18      |       |
| 18  | 24 | Timo Glock         | Marussia-Cosworth       | 64   | +2 giri                     | 21      |       |
| 19  | 22 | Pedro de la Rosa   | HRT-Cosworth            | 63   | +3 giri                     | 22      |       |
| Rit | 15 | Sergio Pérez       | Sauber-Ferrari          | 37   | Trasmissione                | 5       |       |
| Rit | 25 | Charles Pic        | Marussia-Cosworth       | 35   | Trasmissione                | 20      |       |
| Rit | 23 | Narain Karthikeyan | HRT-Cosworth            | 22   | Meccanica                   | 23      |       |
| Rit | 19 | Bruno Senna        | Williams-Renault        | 12   | Collisione con M.Schumacher | 17      |       |
| Rit | 7  | Michael Schumacher | Mercedes                | 12   | Collisione con B.Senna      | 8       |       |

## Classifiche Mondiali

### Piloti
| Pos | Pilota             | Punti |
| --- | ------------------ | ----- |
| 1   | Sebastian Vettel   | 61    |
| 2   | Fernando Alonso    | 61    |
| 3   | Lewis Hamilton     | 53    |
| 4   | Kimi Räikkönen     | 49    |
| 5   | Mark Webber        | 48    |
| 6   | Jenson Button      | 45    |
| 7   | Nico Rosberg       | 41    |
| 8   | Romain Grosjean    | 35    |
| 9   | Pastor Maldonado   | 29    |
| 10  | Sergio Pérez       | 22    |
| 11  | Kamui Kobayashi    | 19    |
| 12  | Paul di Resta      | 15    |
| 13  | Bruno Senna        | 14    |
| 14  | Jean-Éric Vergne   | 4     |
| 15  | Nico Hülkenberg    | 3     |
| 16  | Daniel Ricciardo   | 2     |
| 17  | Felipe Massa       | 2     |
| 18  | Michael Schumacher | 2     |

### Costruttori
| Pos | Team                    | Punti |
| --- | ----------------------- | ----- |
| 1   | Red Bull Racing-Renault | 109   |
| 2   | McLaren-Mercedes        | 98    |
| 3   | Lotus-Renault           | 84    |
| 4   | Ferrari                 | 63    |
| 5   | Mercedes                | 43    |
| 6   | Williams-Renault        | 43    |
| 7   | Sauber-Ferrari          | 41    |
| 8   | Force India-Mercedes    | 18    |
| 9   | STR-Ferrari             | 6     |

## Decisioni della FIA
Al termine della gara, Michael Schumacher è stato penalizzato per aver causato l'incidente che ha messo fuori gioco anche il brasiliano Bruno Senna. Il pilota tedesco della Mercedes dovrà scontare cinque posizioni in griglia a Montecarlo.